# 恋はシャンソン
「恋はシャンソン」（こいはシャンソン、Chanson Populaire）は、1973年にクロード・フランソワがヒットさせた、ジャン・ピエール・ブルテール (Jean-Pierre Bourtayre) 作曲、ニコラス・スコースキー (Nicolas Skorsky) 作詞のシャンソンの楽曲。
多数のカバーがあり、フランス国内のみならず、スリー・ディグリーズや篠原涼子によるシングルなどがある。

## 楽曲
1. ↑  “Clip Chanson PopulaireClaude Francois”.   jukebox.fr. 2014年11月13日閲覧。

- Claude François - Chanson populaire (Ça s'en va et ça revient) - YouTube

## 篠原涼子のシングル
「恋はシャンソン」（こいはシャンソン）は、1991年1月21日にEpic/Sony Records／Cha-DANCEからリリースされた篠原涼子のソロデビューシングル。

### 収録曲
1. 恋はシャンソン
作詞・作曲：N.Scornik[要検証 – ノート]、J.P.Bourtayre／日本語詞・編曲：in Voice
2. カメレオン・カフェ（TIRAMISU MIX）
作詞・作曲：Angelo La Bionda、Carmelo La Bionda／日本語詞：神野々子／編曲：T.Tashiro-MST
※オリジナル（1978）：D.D.Sound「Café」

### 収録アルバム
カメレオン・カフェ
- 東京パフォーマンスドール 1stオリジナル・アルバム『Cha-DANCE Party Vol.1』（1990年11月21日）

| スタブアイコン | サブスタブ | この項目は、まだ閲覧者の調べものの参照としては役立たない、シングルに関連した書きかけの項目です。この項目を加筆・訂正などしてくださる協力者を求めています（P:音楽/PJ:楽曲）。 |